# Mathias Honsak
Mathias Honsak est un footballeur autrichien, né le 20 décembre 1996 à Vienne, évoluant au poste de milieu de terrain au 1. FC Heidenheim 1846.

## Biographie

### En équipe nationale
Avec les moins de 19 ans, il inscrit en mars 2015 un but contre la Croatie, lors des éliminatoires du championnat d'Europe des moins de 19 ans.
Avec les espoirs, il marque en novembre 2017 un but contre la Macédoine, lors des éliminatoires du championnat d'Europe espoirs 2019.